# تئو دیگلمان
تئو دیگلمان (انگلیسی: Theo Diegelmann؛ زادهٔ ۲۳ نوامبر ۱۹۳۹) بازیکن فوتبال اهل آلمان است.
از باشگاه‌هایی که در آن بازی کرده‌است می‌توان به باشگاه فوتبال نورنبرگ و باشگاه فوتبال بوخوم اشاره کرد.